# Sofía Anorh
Laura Sofia Anorh (Málaga, 14 de enero de 2006), más conocida como Sofía Anorh, es una jugadora de balonmano finlandesa que juega de portera en el DEZA Córdoba.

## Trayectoria
Criada en la cantera del Club BM Fuengirola - El Coto. Debutó en la máxima competición en la temporada 2023/24 en la portería del Costa del Sol Málaga, compartiendo posición con Merche Castellanos y Virginia Fernández. 
En el año de su debut en la Liga Guerreras Iberdrola comparte sus apariciones con el equipo de Primera División Fundación Unicaja Costa del Sol Málaga. Debutó en la EHF European League en la eliminatoria ante el Kobenhavn danés que dio el pase al equipo malagueño a la fase de grupos por primera vez en su historia. 
En 2025 fichó por el DEZA Córdoba de División de Honor Plata.

## Títulos y galardones

### Selecciones
- 1 x  Campeona de España de Balonmano (Selección Andaluza juvenil 2024)[7][8]
- 2 x  Campeona de España de Balonmano Playa (Selección Andaluza Cadete 2021 y 2022)[9][10]

### Galardones individuales
- 7 ideal de la temporada 2019-2020 (infantil femenino)[2]

## Vida personal
A pesar de haber nacido en España, Sofía no tiene la nacionalidad española, sino que mantiene la nacionalidad de su madre, que es finesa.